# Lygodactylus ornatus
Lygodactylus ornatus är en ödleart som beskrevs av  Pasteur 1965. Lygodactylus ornatus ingår i släktet Lygodactylus och familjen geckoödlor. IUCN kategoriserar arten globalt som starkt hotad. Inga underarter finns listade i Catalogue of Life.